# 동백꽃 필 무렵
《동백꽃 필 무렵》은 2019년 9월 18일부터 2019년 11월 21일까지 방송된 KBS 2TV 수목 드라마이다.

## 줄거리
편견에 갇힌 맹수 동백을 깨우는, 촌므파탈 황용식의 폭격형 로맨스 “사랑하면 다 돼!” 이들을 둘러싼 생활밀착형 치정 로코 “사랑 같은 소리하네.” 로맨스(4) 휴머니즘(4) 스릴러(2)는 거들뿐인 4:4:2 전술드라마.

## 등장인물
- (†) 표시는 드라마 상에서 최종적으로 사망한 인물이다.

### 주요 인물
- 공효진: 오동백 역(아역: 서이수) - 까멜리아 사장. 옹산다이애나의 댄저러스히포 필구의 엄마.
- 강하늘: 황용식 역 - 옹산파출소 순경. 동백이지킴이 1호, 동백의 남편
- 김지석: 강종렬 역 - 스타 야구선수. 동백의 전 남자친구. 필구의 생부
- 지이수: 제시카(박상미) 역 - 종렬의 아내. 프리랜서 모델. SNS스타.
- 오정세: 노규태 역 - 지역 유지(자칭차기옹산군수). 까멜리아 건물주.
- 염혜란: 홍자영 역 - 이혼전문 변호사. 규태의 재수학원 동기. 규태의 전 아내.
- 손담비: 최향미(최고운) 역(아역: 김단우) † - 까멜리아 알바생. 동백의 초등학교 동창.(1회~32회)
- 김강훈: 강필구 / 황필구 역(아역: 유준후, 청년 시절: 정가람) - 동백과 종렬의 아들, 용식의 의붓아들, 8살 옹산초 1학년 야구부생.
- 고두심: 곽덕순 역(젊은 시절: 우정원) - 백두게장의 사장. 용식의 어머니. 동백이지킴이 2호.
- 이정은: 조정숙 역 - 동백의 어머니.
- 전배수: 변배수 역 - 까불이 때문에 좌천됨. 옹산 파출소장.

### 옹산 게장골목 사람들
- 김선영: 박찬숙 역 - 준기의 어머니. 준기네 게장집 사장. 동네여론을 주도하는 실세

- 김동현: 송진배 역 - 준기의 아버지. 준기네 게장집 직원

- 김미화 김재영 역 - 떡집 사장. 준기네 일당 2인자

- 이선희: 정귀련 역 - 백반집 사장. 준기네 일당 3인자

- 한예주: 조애정 역 - 정육점 사장

- 이상이: 양승엽 역 - 옹산초등학교 야구 코치. 용식의 친구

- 김모아: 양승희 역 - 딸 부잣집 게장집 사장. 승엽의 누나

- 백현주: 오지현 역 - 야채가게집 사장

- 이중열: 한태희 역 - 재영(떡집)의 남편

- 진용욱: 최종록 역 - 귀련(백반집)의 남편. 원래는 우편배달부

- 이규성: 박흥식 역 - 철물점 운영. 용식의 후배

- 카슨: 헬레나 역 - 백두게장 직원

### 옹산파출소 사람들
- 이제우: 권오준 역 - 순경
- 박연우: 박성민 역 - 막내 순경

### 남다른 처가 시댁 식구들
- 황영희: 이화자 역 - 전주 청포묵 아가씨 진(眞) 출신. 제시카의 어머니. 강종렬의 장모
- 전국향: 홍은실 역 - 옹산 알부자. 규태의 어머니. 홍자영의 시어머니

### 그 외 인물
- 김건: 송준기 역 - 진배와 찬숙의 아들. 필구의 단짝친구
- 윤성우: 수봉 역
- 서장현: 대성 역
- 장예림: 레스토랑 직원 역
- 정은정: 옹산다방 종업원 역
- 박보은: 스텝 역
- 경기현: 한빛학원 직원 역
- 김한나: 혜인 역
- 강태웅: 7번 역
- 장해송: 혜훈 역(아역: 권은성) - 향미의 남동생
- 전은미: 번영회 회원 역
- 홍서준: 정찬걸 역 - 내과의사
- 김광현
- 강지석
- 배유리: 선수 부인 역
- 임시우
- 김민희: 택배기사 역
- 차성제: 유정빈 역
- 허동원: 김낙호 역
- 박기륭: 군의원 역
- 임성미
- 이태구: 형사 역
- 황재열: 김명배 형사 역

### 특별 출연
- 김기천: 박만섭 역 - 옹산군수
- 인교진: 황두식 - 용식이 둘째 형 역
- 최대철: 황규식 - 용식이 첫째 형 역
- 백은혜: 성희 역 - 정숙의 의붓딸
- 장혜진: 박영심 역
- 김복준: 김복준 - 수사학과 교수 역
- 손종학: 이상훈 - 옹산경찰서장 역
- 이시원: 미연 역
- 신담수

## 촬영지
- 문광낚시터
- 구룡포 근대문화역거리
- 구룡포 문화마실(까멜리아)
- 역사책방 - 옹산책방
- 해방촌 콤콤오락실
- 오천항
- 신천역 - 옹산역
- 호미로
- 문예의 전당 - 옹산 문예의 전당
- 제부도 갯벌
- 오이도 수산물 직판장
- 배다리회관
- 고척 스카이 돔
- 구포국수(옹산국수)
- 화성드림파크
- 백금당
- 산정호수
- 한서대학교
- 삼정섬
- 메이필드 호텔
- 보령 오천파출소

## 시청률
최저 시청률과 최고 시청률은 시청률 조사회사와 지역별로 시청률에 차이가 있을 수 있습니다.
| 2019년      | 2019년      | 2019년                                       | 2019년         | 2019년         | 2019년       | 2019년 |
| 회차        | 방송일      | 부제(서브 타이틀)                            | TNmS 시청률    | AGB 시청률     | AGB 시청률   |        |
| 회차        | 방송일      | 부제(서브 타이틀)                            | 대한민국(전국) | 대한민국(전국) | 서울(수도권) |        |
| ----------- | ----------- | -------------------------------------------- | -------------- | -------------- | ------------ | ------ |
| 제1회       | 9월 18일    | 게르마늄 팔찌를 찬 여자                      | 7.4%           | 6.3%           | 6.7%         |        |
| 제2회       | 9월 18일    | 게르마늄 팔찌를 찬 여자                      | 8.7%           | 7.4%           | 7.6%         |        |
| 제3회       | 9월 19일    | 좋은 놈, 나쁜 놈, 치사한 놈                  | 6.4%           | 6.7%           | 7.0%         |        |
| 제4회       | 9월 19일    | 좋은 놈, 나쁜 놈, 치사한 놈                  | 7.9%           | 8.3%           | 8.7%         |        |
| 제5회       | 9월 25일    | 똥개의 전략                                  | 7.5%           | 8.6%           | 9.4%         |        |
| 제6회       | 9월 25일    | 똥개의 전략                                  | 8.7%           | 10.0%          | 11.0%        |        |
| 제7회       | 9월 26일    | 촌놈                                         | 7.5%           | 7.7%           | 7.4%         |        |
| 제8회       | 9월 26일    | 촌놈                                         | 9.2%           | 10.0%          | 10.0%        |        |
| 제9회       | 10월 2일    | 바람, 바람, 파란                             | 8.4%           | 9.3%           | 10.1%        |        |
| 제10회      | 10월 2일    | 바람, 바람, 파란                             | 9.3%           | 11.5%          | 12.4%        |        |
| 제11회      | 10월 3일    | 본투비 하마                                  | %              | 10.2%          | 10.6%        |        |
| 제12회      | 10월 3일    | 본투비 하마                                  | %              | 12.9%          | 13.7%        |        |
| 제13회      | 10월 9일    | 옹산 요정                                    | 9.4%           | 11.0%          | 12.5%        |        |
| 제14회      | 10월 9일    | 옹산 요정                                    | 11.0%          | 13.1%          | 14.9%        |        |
| 제15회      | 10월 10일   | 이 구역의 스라소니                           | 10.7%          | 11.0%          | 11.6%        |        |
| 제16회      | 10월 10일   | 이 구역의 스라소니                           | 12.9%          | 14.5%          | 15.2%        |        |
| 제17회      | 10월 16일   | 웰컴이다                                     | 10.2%          | 11.0%          | 11.8%        |        |
| 제18회      | 10월 16일   | 웰컴이다                                     | 11.5%          | 13.4%          | 14.7%        |        |
| 제19회      | 10월 17일   | 착한 놈은 계를 못 타                         | 10.0%          | 12.1%          | 13.3%        |        |
| 제20회      | 10월 17일   | 착한 놈은 계를 못 타                         | 12.8%          | 14.9%          | 16.1%        |        |
| 제21회      | 10월 23일   | 히어로는 막판이다                            | 10.3%          | 12.9%          | 13.3%        |        |
| 제22회      | 10월 23일   | 히어로는 막판이다                            | 14.0%          | 16.9%          | 17.5%        |        |
| 제23회      | 10월 24일   | 나를 잊지 말아요                             | 12.7%          | 13.3%          | 13.3%        |        |
| 제24회      | 10월 24일   | 나를 잊지 말아요                             | 15.1%          | 16.2%          | 16.1%        |        |
| 제25회      | 10월 30일   | 그 썸의 끝                                   | 12.8%          | 14.3%          | 15.3%        |        |
| 제26회      | 10월 30일   | 그 썸의 끝                                   | 14.9%          | 16.9%          | 17.9%        |        |
| 제27회      | 10월 31일   | 엄마의 나이테 "엄마는 그렇게 나이를 먹었다." | 14.3%          | 15.0%          | 15.5%        |        |
| 제28회      | 10월 31일   | 엄마의 나이테 "엄마는 그렇게 나이를 먹었다." | 16.9%          | 18.4%          | 18.8%        |        |
| 제29회      | 11월 6일    | 엄마, 妈妈, mother                           | 14.1%          | 15.2%          | 15.5%        |        |
| 제30회      | 11월 6일    | 엄마, 妈妈, mother                           | 16.0%          | 18.2%          | 18.7%        |        |
| 제31회      | 11월 7일    | 공수교대(feat. 악셀을 밟는 자)               | 14.1%          | 15.7%          | 16.5%        |        |
| 제32회      | 11월 7일    | 공수교대(feat. 악셀을 밟는 자)               | 17.0%          | 18.8%          | 19.7%        |        |
| 제33회      | 11월 13일   | 옹벤져스                                     | 14.5%          | 17.9%          | 18.8%        |        |
| 제34회      | 11월 13일   | 옹벤져스                                     | 16.3%          | 20.7%          | 22.1%        |        |
| 제35회      | 11월 14일   | 여덟살 인생                                  | 13.4%          | 14.0%          | 14.6%        |        |
| 제36회      | 11월 14일   | 여덟살 인생                                  | 16.7%          | 18.1%          | 19.3%        |        |
| 제37회      | 11월 20일   | 7년 3개월짜리 엄마                           | 16.1%          | 18.1%          | 18.6%        |        |
| 제38회      | 11월 20일   | 7년 3개월짜리 엄마                           | 19.1%          | 20.4%          | 21.2%        |        |
| 제39회      | 11월 21일   | 기적 같은 소리(최종회)                       | 16.6%          | 19.7%          | 20.8%        |        |
| 제40회      | 11월 21일   | 기적 같은 소리(최종회)                       | 19.8%          | 23.8%          | 24.9%        |        |
| 평균 시청률 | 평균 시청률 | 평균 시청률                                  | —              | 13.9%          | 14.6%        |        |
|             |             |                                              |                |                |              |        |
| 스페셜      |             |                                              |                |                |              |        |
| 1부         | 11월 27일   | 동백꽃이 피었습니다                          | 9.1%           | 8.8%           | 8.8%         |        |
| 2부         | 11월 27일   | 동백꽃이 피었습니다                          | 9.0%           | 9.1%           | 9.4%         |        |
| 3부         | 11월 28일   | 동백꽃이 피었습니다                          | 7.5%           | 6.6%           | 7.0%         |        |
| 4부         | 11월 28일   | 동백꽃이 피었습니다                          | 8.2%           | 7.6%           | 8.1%         |        |

## 편성 변경
- 2019년 11월 21일: 밤 9시 50분으로 편성 변경.(39회, 40회)

## 수상 경력
- KBS 연기대상 대상 공효진
- KBS 연기대상 최우수연기상 강하늘
- KBS 연기대상 중편드라마부문 우수연기상 김지석, 이정은
- KBS 연기대상 작가상 임상춘
- KBS 연기대상 신인상 손담비
- KBS 연기대상 청소년 연기상 김강훈
- 제56회 백상예술대상 TV부문 대상
- 제56회 백상예술대상 TV부문 남자 최우수연기상 강하늘
- 제56회 백상예술대상 TV부문 극본상 임상춘
- 제47회 한국방송대상 TV드라마 작품상
- 제47회 한국방송대상 통합작가상 임상춘
- 제47회 한국방송대상 연기자상 강하늘

## 참고 사항
- 공효진의 3년 만에 안방극장 복귀작으로서, 로맨틱 코미디물에만 치중했던 기존 상업적 트렌디 드라마와는 달리, 여성 주인공이 편견에 맞서 자존감을 회복하는 탄탄한 스토리로, 세대간의 성격 차이를 진지하게 극복하기 위해, 멜로물 특유의 휴머니즘과 스릴러 요소를 가미한 만큼, 은근한 긴장감을 제대로 잘 조화시킨 점이 가장 큰 성공 요인으로 분석된다. 이로써, 본 작품의 종영 이후, 인천SK행복드림구장(現 인천SSG랜더스필드)에서 촬영한 SBS 금토 드라마 '스토브리그'의 경우, 프로야구 정규 시즌이 끝난 이후, 야구 팬들의 눈물마저 말라버린 꼴찌 팀에 새로 부임한 단장이 남다른 시즌을 준비하면서, 새로운 마음을 다시 재기하는 모습을 극화화여, 스포츠 드라마 특유의 흥미성과 휴머니즘을 제대로 잘 조화시킨 이미지로, 수 많은 시청자들에게 큰 호평을 얻으면서, 17%의 압도적인 시청률을 기록하는 기염을 토하였다.[3][4]
- 본 드라마는 아시아와 태평양, 유럽, 아메리카 등 전 세계 50여개 국에서 수출한 대작 드라마이므로, 외주 제작사가 해당 드라마 촬영장에서 장시간 노동과 표준근로계약서가 아닌 업무위탁계약을 스태프들에게 강요하여 미계약 상태로 촬영을 진행하였다.[5] 이에 노동조합과 제작사는 1일 노동시간 16시간을 단축하기로[6] 합의했다.
- 박원숙이 캐스팅 물망에 올랐으나[7] 촬영지(포항)가 너무 멀고 힘들다는 이유로 고사했다.

## 동시간대 드라마
- SBS 수목 드라마

《시크릿 부티크》(2019년 9월 18일~2019년 11월 28일)
- MBC 수목 미니시리즈

《어쩌다 발견한 하루》(2019년 10월 2일~2019년 11월 21일)